# めしにしましょう
『めしにしましょう』は、小林銅蟲による日本の漫画作品。料理漫画。『イブニング』（講談社）にて、2016年13号から2019年14号まで連載された。
『ねぎ姉さん』などシュールな作風で知られる小林銅蟲による、初の商業雑誌連載作品。小林が『累』を執筆する松浦だるまの下でチーフアシスタントを務め、料理を賄ったことがモチーフとなっていて、料理はすべて自作されている。小林特有の不条理さが展開される一方で、以前の作品に比べキャッチーで読みやすいとも評される。

## あらすじ
インディーズ漫画家の青梅川おめがは、人気漫画家・广大脳子のチーフアシスタントを務めている。料理を趣味とする青梅川が、〆切に追われる广に数々の「やりすぎ料理」を振る舞っていく。

## 登場人物
カッコ内は読み仮名。作品内で回を「ーの膳」と表記しているため、これに従う。

### オフィス广
青梅川おめが（おうめがわ おめが）
インディーズ漫画家で、广のオフィスのチーフアシスタント。料理が趣味で、食材、量、調理法、味の濃さなどが極端な料理を賄う。アシスタントとしては優秀であるため、ある程度の暴挙は許されている。ネギが苦手。眼鏡をかけ、ほぼ常時えんじ色の作務衣を着用し、内部が四次元状態の謎のバッグを持ちいては中から食材を取り出す。
广 大脳子（まだれ だいのうこ）
人気漫画『遠距離彼女は赤方偏移する』（劇中の作品）の作者。スケジュール管理が苦手かつネーム作業に時間をかけるため、常に締切に追われていて、この状態をニャオスと呼ぶ。漫画家デビュー前は青梅川のファンだった。好物はウニ。
馬場ヲッカ（ばば ヲッカ）
作画の技能を磨くために广の下で経験を積んでいるアシスタント。少年のような見た目をしているが立派な成人男性。最年少で新人賞を取るなど話作りの才能は凄いが、絵は壊滅的に下手。
ゆず
广が所有するロボット掃除機。馬場にゆずと命名され、名付け親になつく機能があることから馬場と親しくなる。掃除機として以外にも様々な機能を持っており青梅川の調理器具に変形する事も可能。

### 社
ガルシア太郎（ガルシアたろう）
广のデビュー時から担当している強面の編集者。ウィキペディアのおまかせ表示で出た場所に行く、あてのない長旅に出るために退職した。
凪 無（なぎ む）
广の2代目担当編集者。小林の旧作『ねぎ姉さん』を連想させる容貌の女性で、ゴスロリファッションに身を包む、幼女にしか見えない体形の持ち主。優秀だが横柄で、特にアシスタントの立場に甘んじる青梅川には強い態度で望む。かなりのグルメではあるが料理は全くできない。
ザ・ダイスケ
プロレスラーマスクを被った謎の男性。ガルシアからの依頼という事で广達に食材を差し入れる。广達からはガルシアの変装だと思われているが本人は否定している。

### 臨時アシスタントたち
煮瀞（にとろ）
最速の男を自称している。二十二の膳に登場。
誤留時 体（ごるじ ぼでぃ）
誤留時兄妹の兄で、作画担当。体が大きすぎて玄関から入れず、また会話ができない。二十七の膳に登場。三十三の膳にも登場したが、アシスタント業務をせず冒頭で去った。
誤留時 網（ごるじ あみ）
誤留時兄妹の妹で、指示担当。言葉の通じない兄に犬笛で指示を出し、自分の手では作画作業をしない。二十七の膳と三十三の膳に登場。
普通人生（ふつうじんせい）
三十八の膳に登場。
ピエロ
三十八の膳に登場。
瀬戸ブルトン（せと ブルトン）
読者投票で3回勝ち抜くとレギュラー連載を持てる4コマ漫画サイトで、自らの勝ち抜きを阻止して連載を獲得した青梅側が連載を放棄したことに嫌気が差し、出版社を移して人気を得た過去を持つ。青梅川の顔を見るため素性を隠しアシスタントに訪れる。四十二の膳で登場。
砧（きぬた）
瀬戸の弟子筋。四十二の膳で登場。

### その他の人々
幽門垂 ギャリバー（ゆうもんすい ギャリバー）
青梅川の師匠の漫画家。博徒で、パチスロ雑誌に漫画を書いている。二十三の膳で、青梅川がエピソードを紹介する形で登場。
テレビ局のディレクター
オフィス广の様子を取材した。四十五の膳に登場。
ウ・パイロン
詐欺師。五十四の膳に登場して以降、登場する度に即座に連行される。
玉置 標本（たまおき ひょうほん）
実在するライター。野食や製麺に詳しく、五十九の膳から六十の膳にかけて製麺の伝道者として登場したほか、七十四の膳でもブログ記事が登場。
超限堂の店主
画材屋の店主。製造中止となり他の画材屋では扱っていない画材を置いている。六十六の膳から六十七の膳にかけて登場。
超限堂の店主の妻
ロボット掃除機で、子供は卓上掃除機。
凪 幽（なぎ かすか）
凪 無の弟。先行して小林がVtuber・凪幽として活動しており、漫画本編にも登場した。なんらかの学校に通う年齢だが、学校を滅ぼした。七十四の膳で登場。
バリウム
バルバロイ国のエージェントで、馬場をスカウトする。七十五の膳から七十七の膳にかけて登場。

## 書誌情報
- 小林銅蟲 『めしにしましょう』 講談社〈イブニングKC〉、全8巻
  1. 2016年11月22日発売[5][6]、ISBN 978-4-06-354643-9
  2. 2017年2月23日発売[7]、ISBN 978-4-06-354659-0
  3. 2017年7月21日発売[8]、ISBN 978-4-06354682-8
  4. 2017年12月22日発売[9]、ISBN 978-4-06-510593-1
  5. 2018年5月23日発売[10]、ISBN 978-4-06-511359-2
  6. 2018年10月23日発売[11]、ISBN 978-4-06-513187-9
  7. 2019年3月22日発売[12]、ISBN 978-4-06-515636-0
  8. 2019年8月23日発売[13]、ISBN 978-4-06-516632-1

## その他
単行本の巻末に他作家・他作品とコラボレーションした次回予告漫画が掲載されている。1・2巻は松浦だるま、3巻は室井大資（秋津）、4巻は四谷啓太郎（悪魔のメムメムちゃん）、5巻は服部昇大、6巻は広江礼威（BLACK LAGOON）、7巻は寺沢大介（ミスター味っ子 幕末編）がそれぞれ執筆した。8巻には「遠距離彼女は赤方偏移する」の冒頭2ページという設定で、『累』の1話のコマ割りを元に小林がネームを作成し、松浦が作画を担当した漫画が完結記念特別企画として掲載されている。
小林による次作『やせましょう』5話に青梅川・广・凪無が登場している。
2025年1月発表の続編『めしにしましょう　出張食い倒れ編』では、青梅川おめがは結婚して息子（名前はなゆた）を出産している。